# Шапиро, Джейкоб
Якоб «Гурра» Шапиро (англ. Jacob «Gurrah» Shapiro, 5 мая 1899, Одесса, Херсонская губерния — 9 июня 1947, Нью-Йорк, США) — американский гангстер, один из лидеров еврейской мафии Нью-Йорка, вместе со своим напарником Луи «Лепке» Бухальтером, контролировал рэкет в промышленной сфере Нью-Йорка в течение двух десятилетий, один из активных сотрудников «Корпорации убийств».

## Биография

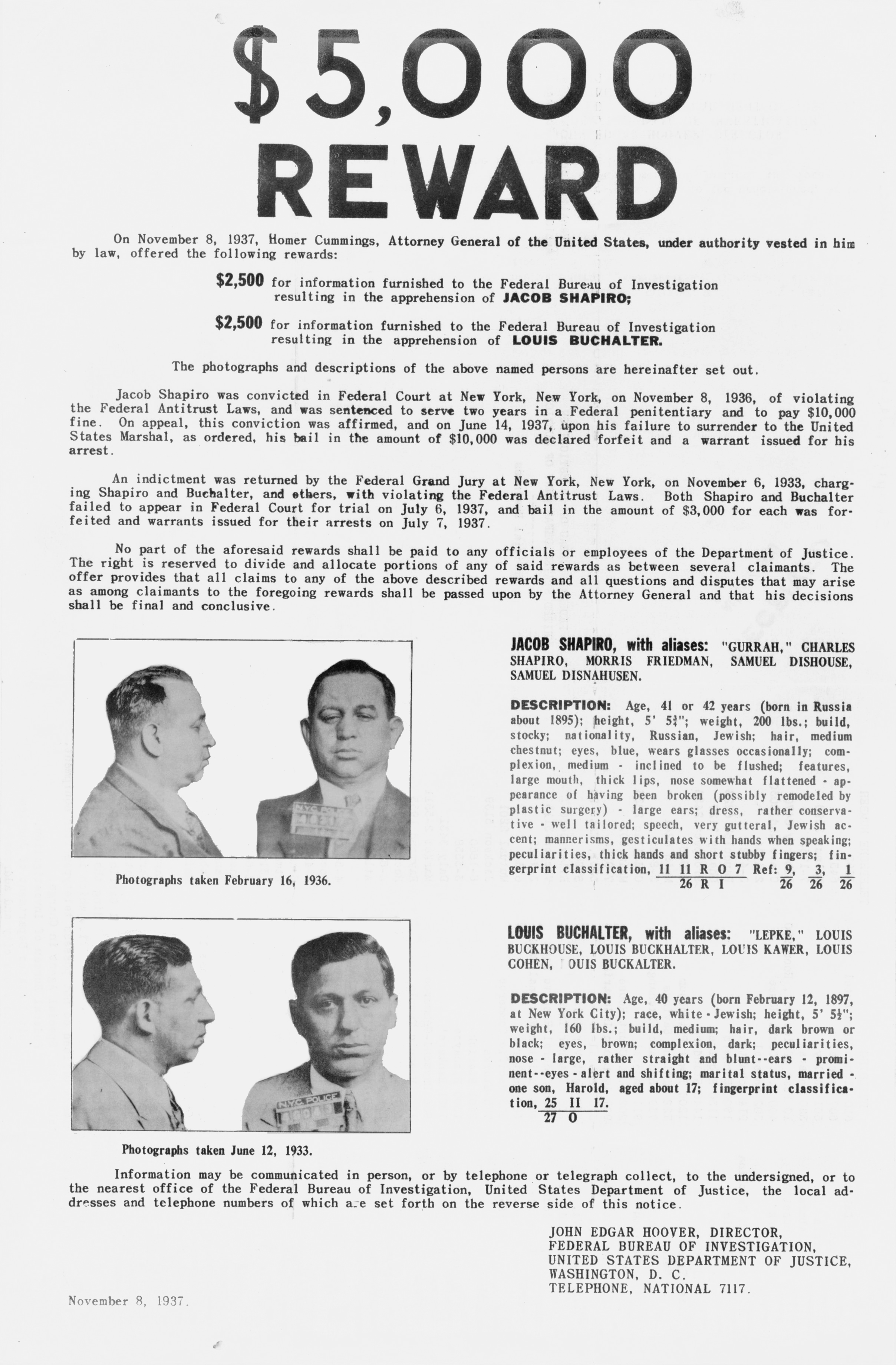

Одним из первых знакомств Шапиро в Бруклине стала встреча со своим будущим партнером Луи Бухальтером; оба мальчика пытались ограбить одного и того же торговца стрит-фудом. Вместо того, чтобы стать соперниками, Шапиро и Бухальтер договорились о партнерстве. Впоследствии Бухальтер служил «мозгом» их союза, а Шапиро воплощал его идеи.
Вскоре Шапиро и Бухальтер познакомились с будущими гангстерами Меером Лански и Лаки Лучано, оба которые были протеже лидера еврейской мафии Арнольда Ротштейна.
Воодушевленные Ротштейном, они вышли на прибыльную арену рэкета, работая на Якоба Оргена. Орген ранее вырвал контроль над этой сферой у Натана Каплана после десятилетней Лейбористской войны (англ. Labor Slugger Wars)|. Им удалось, нападениями и убийствами руководства, получить контроль над профсоюзами Швейного квартала Манхэттена. Они ввели систему откатов и отчислений с профсоюзных взносов, в то же время вымогая у производителей одежду угрозами забастовок.
Проработав некоторое время на Оргена, Шапиро и Бухальтер начали планировать перевести на себя контроль над этими операциями. Понимая, что Шапиро и Бухальтер представляют угрозу, Орген объединился с братьями Эдди и Джеком «Легсом» Даймондами.
Но Шапиро и Бухальтер опередили его. 15 октября 1927 года Орген и Джек Даймонд стояли на углу Деланси и Норфолк-стрит в Нижнем Ист-Сайде. Двое боевиков (предположительно Шапиро и Бухальтер) подъехав к этому месту, открыли стрельбу, один из них вышел из машины, в то время как водитель начал стрелять из автомобиля. Орген был убит мгновенно, а Джек Даймонд тяжело ранен. Со смертью Оргена Шапиро и Бухальтер взяли на себя его рэкетирскую деятельность, вскоре они начали массовые вымогательства как у профсоюзов, так и у предприятий, через созданную ими огромную преступную монополию.
В начале 1930-х годов прокурор США Томас Дьюи начал преследовать членов организованной преступности в Нью-Йорке. Давление, созданное Дьюи, было таким чувствительным, что в 1935 году гангстер Голландец Шульц просил Национальный преступный синдикат одобрить убийство Дьюи. Шапиро высказался в поддержку Шульца, Бухальтер — против. Более того, Шульц сам вскоре был убит. В октябре 1936 года Шапиро и Бухальтер были осуждены по статьям Антимонопольного закона Шермана и оба были приговорены к двум годам лишения свободы, местом их заключения была определена тюрьма Синг-Синг. После осуждения Шапиро год скрывался, но потом сдался властям. 4 марта 1944 года Бухальтер был казнён электрическим током.
5 мая 1944 года Шапиро был признан виновным в заговоре и вымогательстве и приговорён к 15 годам заключения. 
До самой смерти в тюрьме от сердечного приступа в 1947 году Шапиро был убежден, что если бы Дьюи был убит, то он и другие его сообщники остались бы на свободе.